# Маслак Костянтин Олександрович
Костянтин Олександрович Маслак (рос. Константин Александрович Маслак; нар. 27 серпня 1984, Волгоград) — російський шахіст, гросмейстер від 2008 року.

## Шахова кар'єра
Одні з перших значних шахових успіхів припадають на 2003 рік — двічі переміг на міжнародних турнірах, які відбулись у Волгограді. 2005 року поділив 1-ше місце (разом з Юліаном Радульським на турнірі Summer GM B Proclient Cup в Оломоуці. 2006 року здобув чергові турнірні перемоги, у Петергофі (разом з Денисом Євсєєвим) і Оломоуці (турнір Summer GM Valoz Cup, разом з Юрієм Криворучком; на цьому турнірі виконав першу гросмейстерську норму). Ще дві гросмейстерські норми виконав у Москві під час турніру Аерофлот опен, у 2007 і 2008 роках. Також у 2008 році здобув перемогу на турнірі за швейцарською системою в Оломоуці, поділив 1-ше місце (разом з Марком Нарсісо Дубланом на турнірі III Open Internacional d Escacs Illes Medes в Каталонії, а також виступив у фіналі чемпіонату Росії, посівши 12-те місце. 2009 року вчергове переміг в Оломоуці (турнір Valoz Cup GM І, разом з Нільсом Гранделіусом). У 2010 році поділив 1-ше місце (разом з Артуром Габріеляном і В'ячеславом Захарцовим) в Армавірі.
Найвищий рейтинг Ело в кар'єрі мав станом на 1 січня 2010 року, досягнувши 2571 очок займав тоді 63-тє місце серед російських шахістів.